# Boloria isabella
Boloria isabella är en fjärilsart som beskrevs av Leo Andrejewitsch Sheljuzhko 1931. Boloria isabella ingår i släktet Boloria och familjen praktfjärilar. Inga underarter finns listade i Catalogue of Life.